# Anton Ackermann
Pour les articles homonymes, voir Hanisch et Ackermann.
Eugen Hanisch, mieux connu sous le nom d'Anton Ackermann, né le 25 décembre 1905 et mort le 4 mai 1973, est un homme politique allemand. En 1953, il est brièvement ministre des Affaires étrangères par intérim au sein du gouvernement de la RDA.

## Biographie
Né en 1905, Anton Ackermann est l’un des candidats du Politbüro (Bureau politique du SED) en République démocratique allemande en 1949. Il est élu à la Chambre du peuple et y siège de 1950 à 1954. De 1950 à 1953, il travaille au ministère des Affaires étrangères en tant que secrétaire d’État au sein du gouvernement provisoire de la RDA. Il devient ministre des Affaires étrangères remplaçant en 1953 dans le premier gouvernement.
À cause de son soutien à Wilhelm Zaisser, toutes ses charges lui sont retirées en 1953 et il est exclu du Comité central l’année suivante. Cependant, il est réhabilité en 1956. Entre 1954 et 1958, il se voit confier le poste de directeur de l’administration cinématographique du ministère de la Culture. De 1958 jusqu’à son invalidité en 1960, on lui confie la commission de planification pour l’éducation et la culture.
En 1973, il se suicide pour mettre fin aux souffrances dues à son cancer.

## Vie privée
Il vit avec la femme politique Elli Schmidt jusqu'en 1949. Le couple a deux enfants.

## Distinction
Anton Ackermann est décoré en 1970 de l'ordre du Mérite patriotique (Vaterländischer Verdienstorden), section « Ehrenspange ».